# Barbarin
Barbarin es una localidad y municipio español de la Comunidad Foral de Navarra, situado en la merindad de Estella, en la comarca de Estella Oriental, a unos 50 km al suroeste de la capital de la provincia, Pamplona. Su población en 2024 fue de 46 habitantes (INE).

## Toponimia
Seguramente es una derivado de la palabra latina barbarus ‘extranjero’, usada como nombre propio Barbarus. Con el sufijo -ain significaría ‘lugar de una persona llamada Bárbaro’.
En documentos antiguos aparece como Barbariayn (1279, NEN), Barbarin y Barbaryn (1225, NEN).

## Geografía
Está ubicado en el piedemonte sur de Montejurra, en el valle de San Esteban de la Solana. 

## Historia
En el término de San Miguel se encontró un poblado de la Edad del Hierro. Probablemente hubo una granja en época romana, a tenor de los hallazgos arqueológicos y del nombre del lugar; de esa época datan tres aras votivas dedicados a la diosa indígena Selatse.
En 1846 se convirtió en ayuntamiento independiente.

## Demografía
Barbarin cuenta con una población de 46 habitantes (INE 2024).
| Gráfica de evolución demográfica de Barbarin entre 1842 y 2021                                                      |
| |
| Población de derecho según los censos de población del INE Población de hecho según los censos de población del INE |

## Patrimonio
- Iglesia de San Juan Evangelista, medieval con reformas del siglo XVI.[1]
- Ermita de San Jorge.